# デニス・ガリムジャノフ
デニス・ラミリエヴィチュ・ガリムジャノフ（ロシア語ラテン翻字: Denis Ramil'evich Galimzianov, 1987年3月7日 - ）は、ロシア、スヴェルドロフスク（現 エカテリンブルク）出身の自転車競技（ロードレース）選手。

## 来歴
2008年
- ファイヴ・リング・オブ・モスコー 総合優勝

2009年、チーム・カチューシャに加入。
2011年
- スヘルデプライス 2位
- パリ〜ブリュッセル 優勝
- 世界選手権・個人ロードレース 11位
- ツアー・オブ・北京
  - ポイント賞
  - 区間1勝(第5)

2012年
- シルキュイ・ド・ラ・サルト 区間優勝（第1）
- 3月22日に行われた競技外ドーピング検査の結果、エリスロポエチン(EPO)の陽性反応が出たことをUCIが公表し、早急にBサンプル検体の確認をロシア自転車競技連盟に求めたが、同連盟は、ガリムジャノフへの事情聴取を行うまでこの件を保留する姿勢[1]。
- 4月17日、チーム・カチューシャのWeb上で、EPO使用歴を認める文書を公表した[2]。その後、チーム・カチューシャの選手登録リストから抹消された。